# Pustułeczka
Pustułeczka, sokół pustułeczka, dzwonniczek pustułeczka, białoszpon (Falco naumanni) – gatunek małego ptaka drapieżnego z rodziny sokołowatych (Falconidae). Nie jest zagrożony wyginięciem.

## Występowanie
To gatunek południowy i wędrowny. Zamieszkuje południową część Europy (baseny mórz Śródziemnego, Kaspijskiego i Czarnego), północno-zachodnią Afrykę, Azję Mniejszą i tereny dalej na wschód do Mongolii i północnych Chin. Najliczniejsze europejskie populacje występują w Hiszpanii, Włoszech i Grecji. Zimuje głównie w Afryce Subsaharyjskiej, niewielkie populacje także w północnej Afryce, od Hiszpanii do południowej Turcji, w Azerbejdżanie, Indiach, Mjanmie i południowych Chinach.
W południowo-wschodniej Polsce dawniej był to ptak sporadycznie lęgowy, obecnie zalatuje tylko wyjątkowo, choć spotykany był w całym kraju w maju, czerwcu i wrześniu, październiku. W XX wieku odnotowano już tylko trzy potwierdzone lęgi na terenie kraju, ostatni w 1962 roku na zamku Odrzykoń koło Krosna. Po 1970 roku pustułeczkę obserwowano jedynie 7 razy, ostatnio w sierpniu 2007 roku w Olsztynie Jarotach.

## Taksonomia
Po raz pierwszy zgodnie z zasadami nazewnictwa binominalnego gatunek ten opisał Johann Gottlieb Fleischer w 1818 roku, nadając mu nazwę Falco Naumanni. Miejsce typowe to południowe Niemcy. Nie wyróżnia się podgatunków.

### Etymologia
- Falco: łac. falco, falconis „sokół”, od flectere „zakrzywić” (aluzja do zakrzywionych szponów) (por. gr. φαλκων phalkōn, φαλκωνος phalkōnos „sokół”)[12].
- naumanni: Johann Friedrich Naumann (1780–1857), niemiecki artysta, ornitolog[13].

## Morfologia

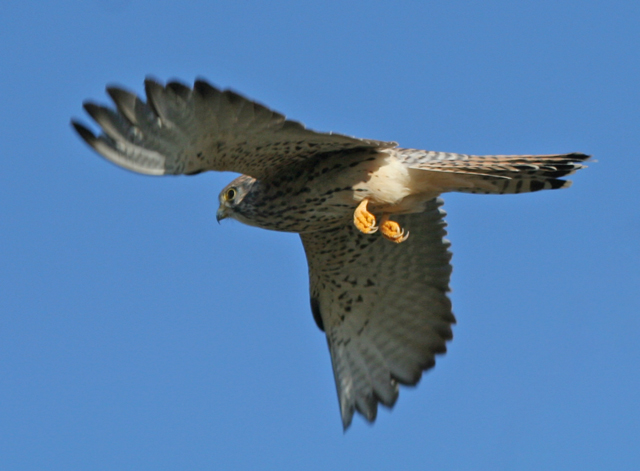
Samica w locie pokazująca swe jasne szpony

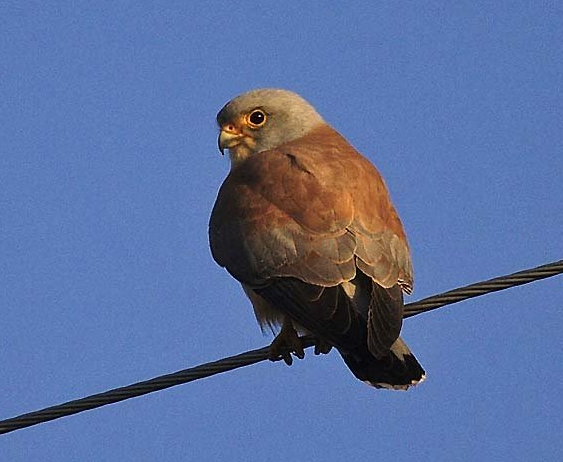
Samiec pustułeczki z gładkim kasztanowym wierzchem skrzydeł jest łatwiejszy do identyfikacji niż samica

Długość ciała 29–32 cm, rozpiętość skrzydeł 58–73 cm; masa ciała samców 90–172 g, samic 138–208 g. Ubarwienie podobne do pustułki, lecz bardziej intensywne. Znacznie od niej mniejsza i słabsza. Samiec ma jednolicie czerwonordzawy grzbiet i pokrywy skrzydłowe, bez plamek, wąsa oraz rozjaśnienia na policzku. W tylnej części skrzydeł niebieskoszara plama, lotki czarne. Nie ma kreski na policzku. Ogon szary z ciemnym paskiem na końcu, z dłuższymi środkowymi sterówkami. W locie wydaje się być trójkątny. Głowa i kark niebieskoszare. Spód jasnocynamonowy z ciemnymi, rzadko rozłożonymi plamkami. Pierś rudawa z nakrapianiem. Samica nieco większa, ma grzbiet, głowę i pokrywy skrzydłowe rdzawobrązowe z silnym plamkowaniem. Lotki czarne. Ogon rdzawy, ciemno pręgowany. Młode podobne do samic i przypominają pustułki. U obu płci nogi żółte z jasnymi pazurami (u pustułki pazury są czarne).

## Biotop
Rozległe równiny poprzeplatane kępami starych drzew, stepy, półpustynie, tereny rolnicze, nasłonecznione stoki skalistych wzgórz, wsie i miasta. Są to zatem tereny ciepłe, suche łąki i otwarte, słabo zagospodarowane rolniczo pola, gdzie znajduje się duża ilość owadów. Zimuje na afrykańskich sawannach.

Środowisko życia przypomina biotop pustułki.

## Okres lęgowy

### Gniazdo
Często w dziupli spróchniałego drzewa (pustułki nie wybierają takich miejsc), rzadziej w szczelinach murów, skał czy klifach, na wieżach, dziurawych dachach wiejskich budynków. Gnieździ się kolonijnie. Sama nie buduje gniazd. Jaja znoszone są w płytkim zagłębieniu, gdzie nie ma wyściółki.

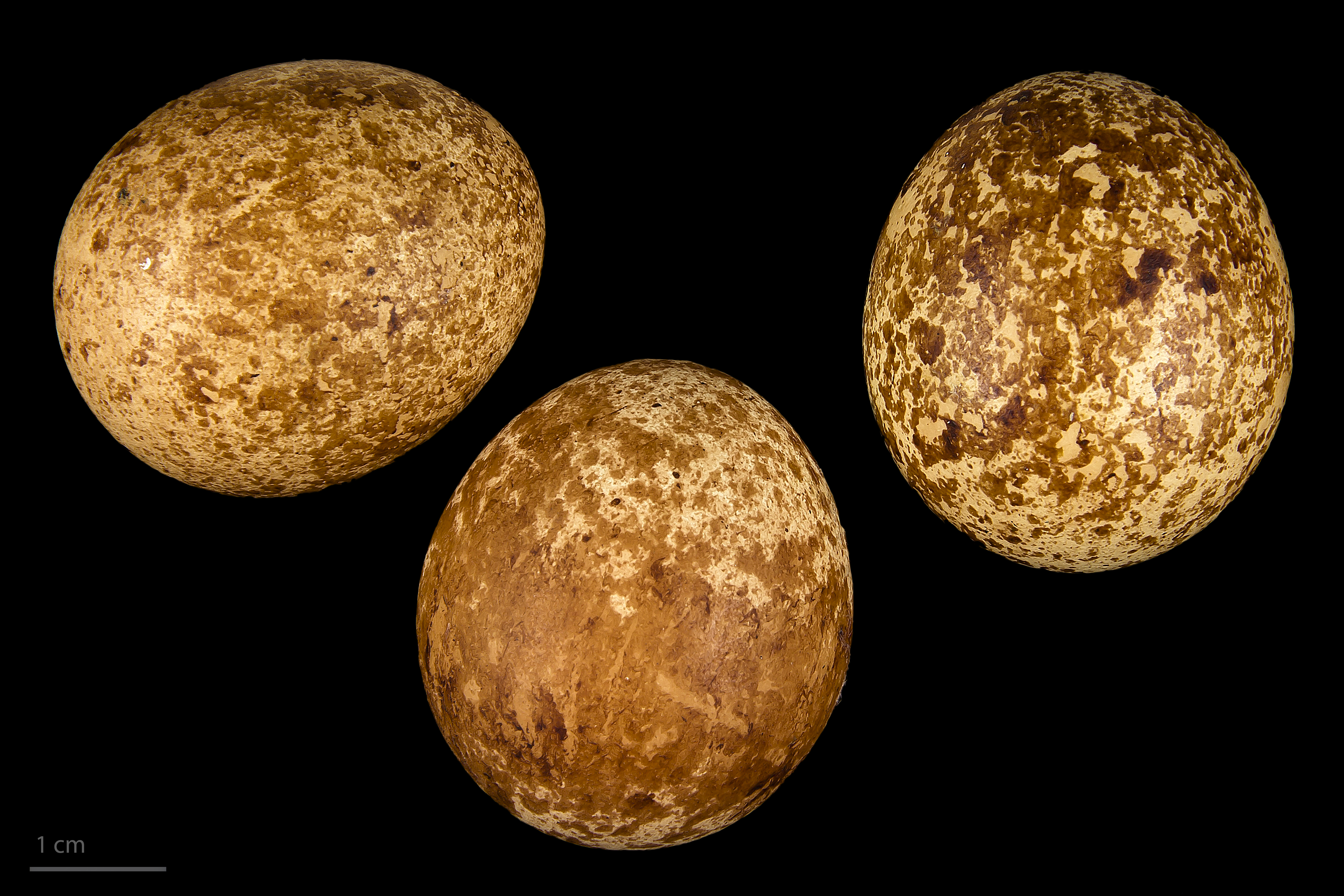
Jaja z kolekcji muzealnej

### Jaja, wysiadywanie
Przeważnie 4–5 płowej barwy, składane w maju. Bardzo podobne do jaj pustułki, lecz mniejsze i bardziej czerwone, z obfitymi rdzawymi plamkami. Wysiadywanie trwa 28–29 dni.

### Wychowywanie młodych
Potomstwo karmione jest dużymi owadami. Młode opuszczają swe gniazda po 4 tygodniach. Udaje się przeżyć zwykle jednak zaledwie dwóm pisklętom.

## Pożywienie

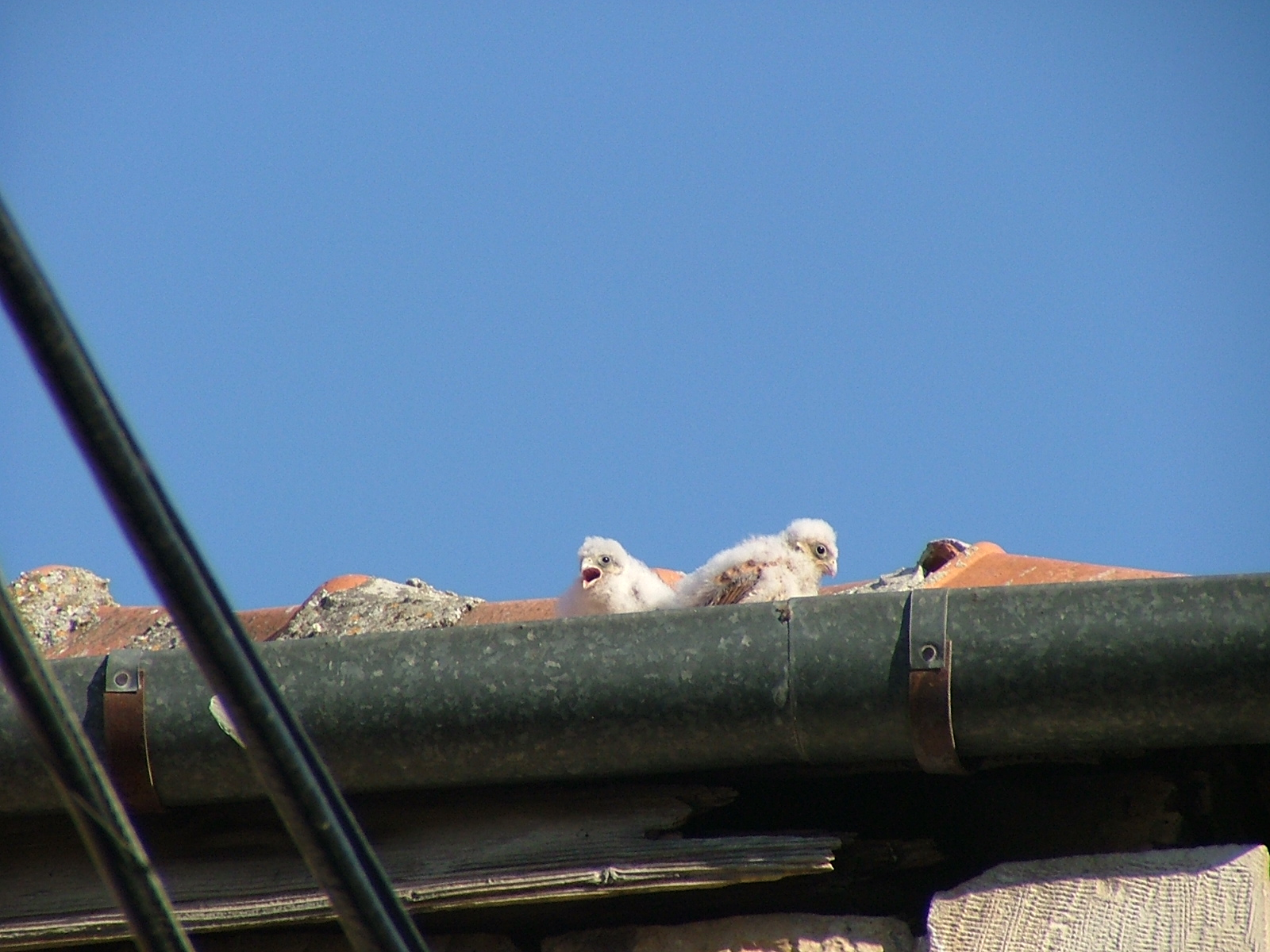
Pisklęta pustułeczki na dachu w Jerozolimie

Przede wszystkim większe owady. Rzadko łapie gryzonie, prawie nigdy nie poluje na inne ptaki. Często poluje w grupie. Rzadziej niż pustułka zawisa trzepocząc skrzydłami. Może chwytać małe gady i płazy.

Sposób polowania przypomina łowy pustułki. Ptaki czatują na wybranym wysokim miejscu i rozglądają się po okolicy. Może też, szybko machając skrzydłami, zawisać na otwartym terenie. Żerowanie trwa przeważnie w dzień, choć obserwuje się też te ptaki wokół oświetlonych obiektów, które ściągają owady. Bardzo sprecyzowany rodzaj pokarmu sprawia, że nawet w Europie Południowej zimą go brakuje i ptaki muszą migrować do Afryki, odlatując we wrześniu, a wracając w marcu.

## Status i ochrona
Międzynarodowa Unia Ochrony Przyrody (IUCN) od 2011 uznaje pustułeczkę za gatunek najmniejszej troski (LC – least concern); wcześniej – od 1994 miała ona status gatunku narażonego (VU – vulnerable). W drugiej połowie XX w. gatunek doświadczył silnych spadków liczebności, zwłaszcza w Europie Zachodniej, na zimowiskach w Południowej Afryce, prawdopodobnie także w części azjatyckiego zasięgu występowania. Obecnie jednak (2020) ogólny trend liczebności populacji uznaje się za stabilny. Liczebność europejskiej populacji w 2015 szacowano na 30,5–38 tysięcy par lęgowych. Do głównych zagrożeń dla gatunku należą: utrata i degradacja siedlisk, głównie wskutek intensyfikacji rolnictwa, ale też zalesiania i urbanizacji, ponadto stosowanie pestycydów.
Na terenie Polski gatunek ten jest objęty ścisłą ochroną gatunkową. Na Czerwonej liście ptaków Polski został sklasyfikowany jako gatunek wymarły regionalnie (RE).